# نمودار نیکولز

نمونهٔ یک نمودار نیکولز

نمودار نیکولز (به انگلیسی: Nichols plot) نمودار پارامتری یک تابع تبدیل است که در سیستم‌های کنترل و پردازش سیگنال استفاده می‌شود..
این نمودار بیشتر در نظریه کنترل کاربرد دارد، برای یک تابع تبدیل به شکل زیر:
{\displaystyle G(s)={\frac {Y(s)}{X(s)}}}
تابع تبدیل حلقه-بسته به صورت زیر تعریف می شود:
{\displaystyle M(s)={\frac {G(s)}{(1+G(s))}}}
نمودار نیکولز عبارت {\displaystyle 20\log _{10}(|G(s)|)} را بر حسب {\displaystyle \arg(G(s))} نشان می‌دهد.
در سیستم‌های کنترل از این نمودار می توان در تشخیص پایداری سیستم‌های خطی استفاده کرد.
بخش زیادی از روش‌های بکاررفته در چارت نیکولز شبیه به روش‌های بود و نایکوئیست هستند. همچنین می‌توان گفت استفاده از دیاگرام‌های بود و نایکوئیست ساده‌تر از استفاده از دیاگرام نیکولز است. در هرسهٔ این روش‌ها پاسخ‌فرکانسی حلقه‌باز سیستم رسم می‌شود و از روی آن نتایج مهمی دربارهٔ رفتار سیستم حلقه‌بسته، مانند پایداری نسبی آن، نتیجه‌گیری می‌گردد.